# Bataille de Go Cong
Guerre du Viêt Nam
Batailles
La bataille de Go Cong était une petite bataille de la guerre du Viêt Nam survenue le 3 septembre 1963 près de Gò Công, dans la province de Tiền Giang, après que le chef d'état-major général du Việt Cộng a appelé à "un autre Ap Bac" contre les forces sud-vietnamiennes.

## Déroulement
L'intention de l'opération était de chasser le Việt Cộng qui avait survécu à la bataille d'Ap Bac. La bataille a été gagnée par les forces américaines et sud-vietnamiennes, après avoir infligé de lourdes pertes au Việt Cộng, utilisant l'artillerie pour massacrer des chasseurs du Việt Cộng fuyant les troupes d'opérations spéciales américaines qui les ont pris en embuscade avec des tireurs d'élite. Il a été découvert plus tard que les 91 soldats du Việt Cộng capturés étaient de nouvelles recrues et n'avaient pas d'armes.